# Francis Darwin
Francis Darwin, detto Frank (Downe, 16 agosto 1848 – Cambridge, 19 settembre 1925), è stato un botanico britannico, uno dei figli di Charles Darwin, fratello di George Howard Darwin, Horace Darwin e Leonard Darwin.

## Biografia

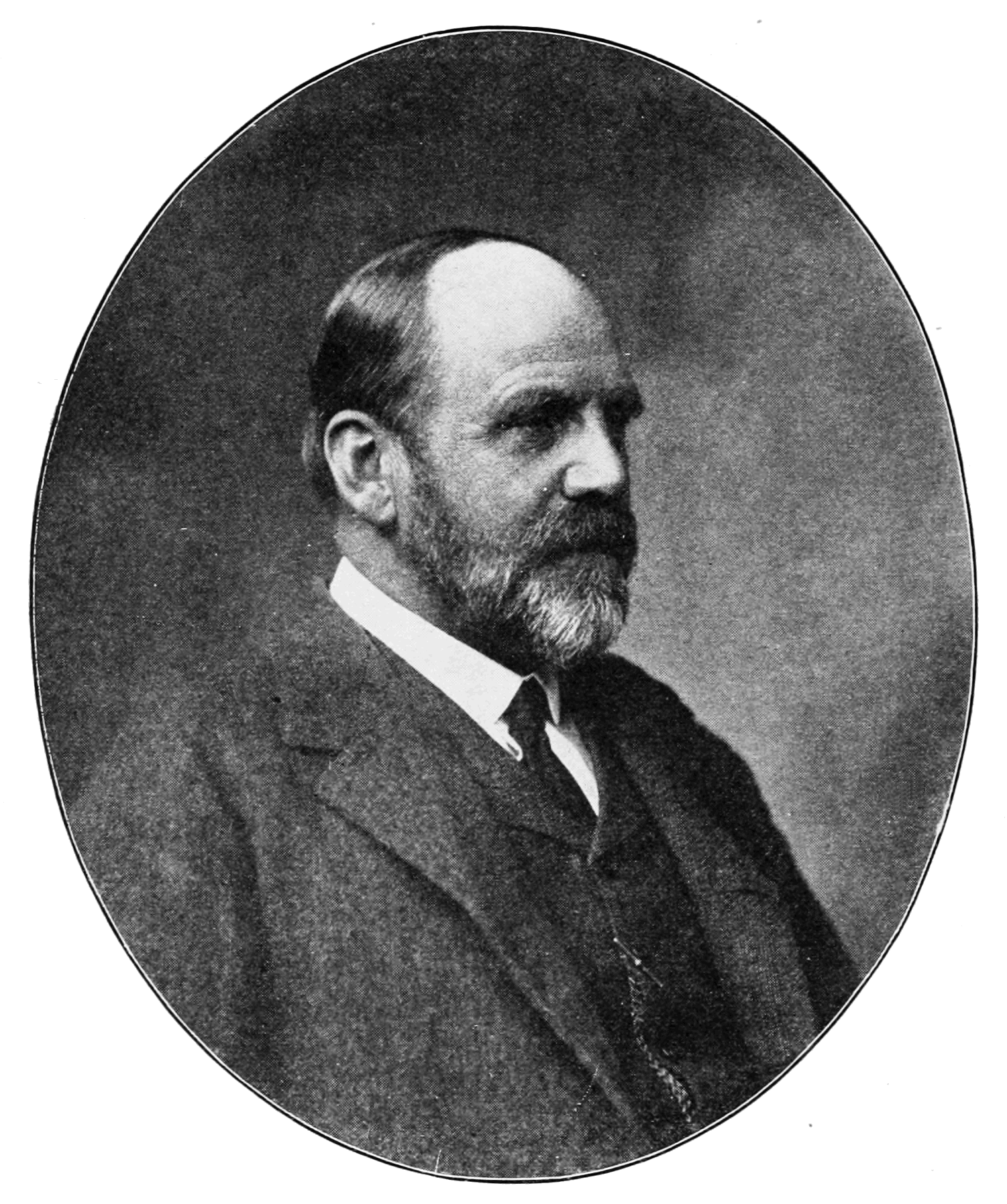
Francis Darwin nel 1910

Francis Darwin nacque a Down House, Downe, Kent nel 1848. Era il settimo figlio (il terzo maschio) di Charles Darwin e di sua moglie Emma Wedgwood. Fu educato alla Grammar School di Clapham.
Andò poi al Trinity College (Cambridge), studiando prima matematica, poi cambiando per scienze naturali, laureandosi nel 1870. Andò quindi a studiare medicina alla St George's Medical School, Londra, ottenendo un MB in 1875, ma non praticò la medicina.
Darwin si sposò tre volte e rimase vedovo due. Prima sposò Amy Richenda Ruck nel 1874, ma ella morì nel 1876 quattro giorni dopo la nascita del loro figlio Bernard Darwin, che in seguito sarebbe diventato uno scrittore di golf. Nel settembre 1883 sposò Ellen Wordsworth Crofts (1856 - 1903) ed ebbero una figlia, Frances Crofts Darwin (1886–1960), una poetessa che sposò il poeta Francis Cornford e divenne nota con il suo nome da sposata. La sua terza moglie fu Florence Henrietta Fisher, figlia di Herbert William Fisher e vedova di Frederic William Maitland, che Darwin sposò nel 1913, l'anno in cui ricevette il titolo di Knight Bachelor. Sua sorella Adeline Fisher fu la prima moglie del cugino di secondo grado di Darwin, Ralph Vaughan Williams.
Francis Darwin lavorò con suo padre su esperimenti che trattavano i movimenti delle piante, specificamente il fototropismo, e scrissero insieme Il potere di movimento nelle piante (1880). I loro esperimenti mostrarono che il coleottile di una giovane pianticella erbacea dirige la sua crescita verso la luce confrontando le risposte di pianticelle con coleottili coperti e scoperti. Queste osservazioni avrebbero in seguito condotto alla scoperta dell'auxina.
Darwin fu nominato da suo padre nella Società linneana di Londra nel 1875, e fu eletto membro della Società il 2 dicembre 1875. Fu poi eletto membro della Royal Society l'8 giugno 1882, lo stesso anno in cui suo padre morì. Darwin curò L'autobiografia di Charles Darwin (1887), e produsse alcuni libri di lettere dalla corrispondenza di Charles Darwin: La vita e le lettere di Charles Darwin (1887) e Altre lettere di Charles Darwin (1905). Curò anche Sull'accoglienza dell'origine delle specie di Thomas Huxley (1887).
L'Università di Cambridge gli conferì un dottorato onorario (DSc) nel 1909. Ricevette dottorati onorari anche da Dublino, Liverpool, Sheffield, Bruxelles, St. Andrews, Uppsala e Praga. Fu nominato Cavaliere nel 1913.
È sepolto a Cambridge. Sua figlia, Frances Cornford, fu in seguito sepolta con lui.

## Famiglia
La sua prima moglie, Amy Ruck, morì nel 1876 e fu sepolta nella Chiesa della Santa Trinità, Corris (Galles del Nord). Secondo una lettera scritta da Charles Darwin a un suo stretto amico, Joseph Dalton Hooker: "Non ho mai visto qualcuno soffrire così tanto come il povero Frank. È andato nel Galles del Nord a seppellire il corpo nel cimitero di una chiesetta tra le montagne".
Francis sposò la sua seconda moglie, Ellen Wordsworth Crofts, nel 1883. Ella era fellow e docente a contratto al Newnham College. Era inoltre socia della Ladies Dining Society a Cambridge, insieme ad altre 11 componenti. Morì nel 1903, ed è sepolta nel cimitero della Chiesa di S. Andrea, Girton.
Nel 1913, Francis sposò la sua terza moglie, lady Florence Henrietta Darwin, vedova di Frederic William Maitland, nata Fisher. Ella morì nel 1920 ed è inumata nel Cimitero della Parrocchia dell'Ascensione, Cambridge, di fronte alla tomba di sir Francis Darwin e di sua figlia Frances Cornford.

## Opere
- Life and Letters of Charles Darwin (Vita e lettere di Charles Darwin, 1880); (2ª edizione riveduta, 1887);[8] 2ª stampa dell'edizione riveduta, 1888
- The Power of Movement in Plants (Il potere di movimento nelle piante, 1880)
- The Practical Physiology of Plants (La fisiologia pratica delle piante, 1894)
- Elements of Botany (Elementi di botanica, 1895)
- Rustic Sounds and Other Studies in Literature and Natural History (Suoni rustici e altri studi di letteratura e storia naturale, 1917)